# Xã Detroit, Quận Becker, Minnesota
Xã Detroit (tiếng Anh: Detroit Township) là một xã thuộc quận Becker, tiểu bang Minnesota, Hoa Kỳ. Năm 2010, dân số của xã này là 2.033 người.